# Geranomyia townsendi
Geranomyia townsendi är en tvåvingeart som beskrevs av Alexander 1916. Geranomyia townsendi ingår i släktet Geranomyia och familjen småharkrankar.
Artens utbredningsområde är Peru. Inga underarter finns listade i Catalogue of Life.